# Namibië op de Olympische Zomerspelen 2024
Namibië nam deel aan de Olympische Zomerspelen 2024 in Parijs, Frankrijk.

## Aantal deelnemers
Hieronder volgt een overzicht van de atleten die zich reeds gekwalificeerd hebben voor de Olympische Zomerspelen van 2024.
| Sport       | Mannen | Vrouwen | Totaal |
| ----------- | ------ | ------- | ------ |
| Atletiek    | 0      | 1       | 1      |
| Wielersport | 1      | 1       | 2      |
| Zwemmen     | 1      | 0       | 1      |
| totaal      | 2      | 2       | 4      |

## Deelnemers en resultaten

### Atletiek

#### Loopnummers
Vrouwen
| atlete           | onderdeel | series | series | kwartfinale | kwartfinale | halve finale | halve finale | finale | finale |
| atlete           | onderdeel | tijd   | rang   | tijd        | rang        | tijd         | rang         | tijd   | rang   |
| ---------------- | --------- | ------ | ------ | ----------- | ----------- | ------------ | ------------ | ------ | ------ |
| Helalia Johannes | marathon  | n.v.t. | n.v.t. | n.v.t.      | n.v.t.      | n.v.t.       | n.v.t.       |        |        |

### Wielersport

#### Mountainbiken
| atleet      | onderdeel              | tijd | rang |
| ----------- | ---------------------- | ---- | ---- |
| Alex Miller | cross-country (mannen) | DNF  | DNF  |

#### Wegwielrennen
Vrouwen
| atleet      | onderdeel    | tijd | rang |
| ----------- | ------------ | ---- | ---- |
| Vera Looser | wegwedstrijd |      |      |

### Zwemmen
Mannen
| atleet          | onderdeel       | series | series | halve finale | halve finale | finale | finale |
| atleet          | onderdeel       | tijd   | rang   | tijd         | rang         | tijd   | rang   |
| --------------- | --------------- | ------ | ------ | ------------ | ------------ | ------ | ------ |
| Phillip Seidler | 10km open water | n.v.t. | n.v.t. | n.v.t.       | n.v.t.       |        |        |